# نانسي لي جران
نانسي لي جران (بالإنجليزية: Nancy Lee Grahn)‏ هي ممثلة أمريكية، ولدت في 28 أبريل 1958 في الولايات المتحدة.

## أعمال

### مسلسلات
- الرجل الأخضر الخارق
- المستشفى العام
- موردر
- سانتا باربرا
- كاسل

## وصلات خارجية
- نانسي لي جران على موقع IMDb (الإنجليزية)
- نانسي لي جران على موقع ألو سيني (الفرنسية)
- نانسي لي جران على موقع ميوزك برينز (الإنجليزية)
- نانسي لي جران على موقع أول موفي (الإنجليزية)
- نانسي لي جران على موقع قاعدة بيانات الأفلام السويدية (السويدية)
- نانسي لي جران على موقع إن إن دي بي (الإنجليزية)
- نانسي لي جران على موقع قاعدة بيانات الفيلم (الإنجليزية)
- نانسي لي جران على موقع كينوبويسك (الروسية)